# Tartarus Colles
I Tartarus Colles sono una struttura geologica della superficie di Marte.